# Saison 3 d'En analyse
Chronologie
Saison 2 -
Cet article présente le guide des épisodes de la troisième saison de la série télévisée américaine En analyse (In Treatment).

## Généralités
- Cette troisième saison est composée de 28 épisodes.
- Paul Weston est un psychologue et psychothérapeute, qui reçoit des patients en semaine. En général, à chaque séance, il suit un patient qui lui fait part de ses problèmes et autres sujets. Paul suit quatre patients et le vendredi il se rend chez sa propre thérapeute, Gina.
Lors de la troisième saison, Paul ne reçoit plus que trois patients en suivi plus sa séance avec sa nouvelle thérapeute, Adele.

## Distribution de la saison

### Personnages principaux
- Gabriel Byrne : Paul Weston, psychologue thérapeute.
- Amy Ryan : Adele, psychologue et nouvelle thérapeute de Paul.

### Personnages récurrents
- Michelle Forbes : Kate Weston, femme de Paul
- Jake Richardson : Ian
- Mae Whitman : Rosie
- Max Burkholder : Max

Patients de la troisième saison
- Irrfan Khan : Sunil
- Debra Winger : Frances, une star en pleine ascension
- Dane DeHaan : Jesse, un adolescent homosexuel affirmé

### Invités
- Sonya Walger : Julia, femme d'Arun et belle-fille de Sunil
- Samrat Chakrabarti : Arun, mari de Julia et fils de Sunil
- Susan Misner : Wendy, petite-amie de Paul
- James Lloyd Reynolds : Steve, nouveau fiancée de Kate
- Dendrie Taylor : Marisa, mère adoptive de Jesse
- Joseph Siravo : Roberto, père adoptif de Jesse

## Épisodes

### Épisode 1:Sunil - Première Semaine
- États-Unis : 25 octobre 2010 sur HBO[1]
- France : 8 mars 2011 sur Orange Cinémax[2],[3]
- Belgique : sur Be Séries

### Épisode 2:Frances - Première Semaine
- États-Unis : 25 octobre 2010 sur HBO
- France : 8 mars 2011 sur Orange Cinémax[3]
- Belgique : sur Be Séries

### Épisode 3:Jesse - Première Semaine
- États-Unis : 26 octobre 2010 sur HBO
- France : 8 mars 2011 sur Orange Cinémax[3]
- Belgique : sur Be Séries

### Épisode 4:Adele - Première Semaine
- États-Unis : 26 octobre 2010 sur HBO
- France : 8 mars 2011 sur Orange Cinémax[3]
- Belgique : sur Be Séries

### Épisode 5:Sunil - Deuxième Semaine
- États-Unis : 1er novembre 2010 sur HBO
- France : 15 mars 2011 sur Orange Cinémax[3]
- Belgique : sur Be Séries

### Épisode 6:Frances - Deuxième Semaine
- États-Unis : 1er novembre 2010 sur HBO
- France : 15 mars 2011 sur Orange Cinémax[3]
- Belgique : sur Be Séries

### Épisode 7:Jesse - Deuxième Semaine
- États-Unis : 2 novembre 2010 sur HBO
- France : 15 mars 2011 sur Orange Cinémax[3]
- Belgique : sur Be Séries

### Épisode 8:Adele - Deuxième Semaine
- États-Unis : 2 novembre 2010 sur HBO
- France : 15 mars 2011 sur Orange Cinémax[3]
- Belgique : sur Be Séries

### Épisode 9:Sunil - Troisième Semaine
- États-Unis : 8 novembre 2010 sur HBO
- France : 22 mars 2011 sur Orange Cinémax[3]
- Belgique : sur Be Séries

### Épisode 10:Frances - Troisième Semaine
- États-Unis : 8 novembre 2010 sur HBO
- France : 22 mars 2011 sur Orange Cinémax[3]
- Belgique : sur Be Séries

### Épisode 11:Jesse - Troisième Semaine
- États-Unis : 9 novembre 2010 sur HBO
- France : 22 mars 2011 sur Orange Cinémax[3]
- Belgique : sur Be Séries

### Épisode 12:Adele - Troisième Semaine
- États-Unis : 9 novembre 2010 sur HBO
- France : 22 mars 2011 sur Orange Cinémax[3]
- Belgique : sur Be Séries

### Épisode 13:Sunil - Quatrième Semaine
- États-Unis : 15 novembre 2010 sur HBO
- France : 29 mars 2011 sur Orange Cinémax[3]
- Belgique : sur Be Séries

### Épisode 14:Frances - Quatrième Semaine
- États-Unis : 15 novembre 2010 sur HBO
- France : 29 mars 2011 sur Orange Cinémax[3]
- Belgique : sur Be Séries

### Épisode 15:Jesse - Quatrième Semaine
- États-Unis : 16 novembre 2010 sur HBO
- France : 29 mars 2011 sur Orange Cinémax[3]
- Belgique : sur Be Séries

### Épisode 16:Adele - Quatrième Semaine
- États-Unis : 16 novembre 2010 sur HBO
- France : 29 mars 2011 sur Orange Cinémax[3]
- Belgique : sur Be Séries

### Épisode 17:Sunil - Cinquième Semaine
- États-Unis : 22 novembre 2010 sur HBO
- France : 5 avril 2011 sur Orange Cinémax[3]
- Belgique : sur Be Séries

### Épisode 18:Frances - Cinquième Semaine
- États-Unis : 22 novembre 2010 sur HBO
- France : 5 avril 2011 sur Orange Cinémax[3]
- Belgique : sur Be Séries

### Épisode 19:Jesse - Cinquième Semaine
- États-Unis : 23 novembre 2010 sur HBO
- France : 5 avril 2011 sur Orange Cinémax[3]
- Belgique : sur Be Séries

### Épisode 20:Adele - Cinquième Semaine
- États-Unis : 23 novembre 2010 sur HBO
- France : 5 avril 2011 sur Orange Cinémax[3]
- Belgique : sur Be Séries

### Épisode 21:Sunil - Sixième Semaine
- États-Unis : 29 novembre 2010 sur HBO
- France : 12 avril 2011 sur Orange Cinémax[3]
- Belgique : sur Be Séries

### Épisode 22:Frances - Sixième Semaine
- États-Unis : 29 novembre 2010 sur HBO
- France : 12 avril 2011 sur Orange Cinémax[3]
- Belgique : sur Be Séries

### Épisode 23:Jesse - Sixième Semaine
- États-Unis : 30 novembre 2010 sur HBO
- France : 12 avril 2011 sur Orange Cinémax[3]
- Belgique : sur Be Séries

### Épisode 24:Adele - Sixième Semaine
- États-Unis : 30 novembre 2010 sur HBO
- France : 12 avril 2011 sur Orange Cinémax[3]
- Belgique : sur Be Séries

### Épisode 25:Frances - Septième Semaine
- États-Unis : 6 décembre 2010 sur HBO
- France : 19 avril 2011 sur Orange Cinémax[3]
- Belgique : sur Be Séries

### Épisode 26:Sunil - Septième Semaine
- États-Unis : 6 décembre 2010 sur HBO
- France : 19 avril 2011 sur Orange Cinémax[3]
- Belgique : sur Be Séries

### Épisode 27:Jesse - Septième Semaine
- États-Unis : 7 décembre 2010 sur HBO
- France : 19 avril 2011 sur Orange Cinémax[3]
- Belgique : sur Be Séries

### Épisode 28:Adele - Septième Semaine
- États-Unis : 7 décembre 2010 sur HBO
- France : 19 avril 2011 sur Orange Cinémax[3]
- Belgique : sur Be Séries